# Augustusburg
Augustusburg (phát âm tiếng Đức: [aʊ̯ˈɡʊstʊsbʊɐ̯k]) là một thị xã thuộc huyện Mittelsachsen, trong bang tự do Sachsen, nước Đức. Đô thị Augustusburg có diện tích 23,42 km², dân số thời điểm ngày 31 tháng 12 năm 2005 là 5152 người. Đô thị này có cự ly 12 km về phía đông Chemnitz. Augustusburg còn được biết với tên Jagdschloss (lâu đài săn) Augustusburg.